# Libocedrus austrocaledonica
Libocedrus austrocaledonica ist ein immergrüner Nadelbaum aus der Gattung der Schuppenzedern (Libocedrus). Das Verbreitungsgebiet der Art liegt auf Neukaledonien, wobei es sich großteils auf den Süden der Insel beschränkt. Dort wächst sie in Wäldern mit hohen Jahresniederschlägen auf höheren Bergen. Die Art wird nicht genutzt und außerhalb von botanischen Gärten nicht kultiviert.

## Beschreibung

### Habitus
Libocedrus austrocaledonica bildet Sträucher oder kleine Bäume, die eine Höhe von 2 bis 4, selten auch 6 Metern erreichen. Die Stämme haben Durchmesser von bis zu 10 Zentimetern. Die Borke ist rötlich braun, rau, schuppig und löst sich in dünnen, faserigen Streifen und Platten ab. Es werden nur wenige, dünne, ausgebreitet stehende Äste gebildet, die etwas zahlreicheren belaubten Zweige stehen beinahe waagrecht. Junge Bäume erhalten dadurch eine schmal-konische Krone, Sträucher sind unregelmäßig geformt. Die Zweige sind farnwedelförmig angeordnet. Die äußersten, völlig von Blättern bedeckten Zweige sind gegenständig angeordnet, etwa gleich lang, verkürzen sich jedoch zum Ende des belaubten Hauptzweigs hin.

### Blätter
Die Blätter stehen kreuzgegenständig. An den Hauptzweigen sind sie lang herablaufend, an den äußeren Zweigen an der Basis verwachsen, schuppenförmig und deutlich zweigestaltig. Die Flächenblätter sind schmal, der sichtbare Teil ist 1 bis 2 Millimeter lang, rhombisch-bespitzt, gekielt, angedrückt und an der Basis teilweise durch die deutlich größeren, 3 bis 6 manchmal bis 7 Millimeter langen und 1,5 bis 3 Millimeter breiten, abstehenden und an beiden Seiten abgeflachten Kantenblätter verdeckt.

### Zapfen und Samen
Die Pollenzapfen stehen einzeln an den Enden der Zweige. Sie sind eiförmig-länglich, 5 bis 8 Millimeter lang bei Durchmessern von 2 bis 2,5 Millimetern. Die 16 bis 24 Mikrosporophylle wachsen kreuzgegenständig. Sie sind schildförmig mit scharfer Spitze, leicht gekielt, ganzrandig und haben vier kleine, gelbe, abaxiale Pollensäcke. Die Samenzapfen stehen an den Enden abgeflachter Zweige, verholzen innerhalb einer Wachstumsperiode und erreichen Längen von 10 bis 12 Millimetern. Je Zapfen werden ein bis zwei hellbraune, eiförmig-längliche, 5 bis 6 Millimeter lange und etwa 2,5 Millimeter breite, leicht abgeflachte Samen mit einem spitzen bis zweispaltigen Ende gebildet. Die Samen haben zwei gegenüberliegende, dünn-häutige Flügel, der kleinere bildet einen etwa 1 Millimeter breiten Streifen, der größere ist gelblich braun, oval-länglich, 6 bis 8 Millimeter lang und 2,5 bis 3 Millimeter breit.

## Verbreitung und Standortansprüche
Das natürliche Verbreitungsgebiet von Libocedrus austrocaledonica liegt auf Neukaledonien in der Südprovinz und am Mt. Paéoua in der Nordprovinz. Die Art wächst im niedrigen Regenwald an exponierten Kämmen der höheren Berge in Höhen von 750 bis 1400 Metern. Dort wächst sie zusammen mit Falcatifolium taxoides, Neocallitropsis pancheri, verschiedenen Steineibenarten (Podocarpus ssp.), Prumnopitys ferruginoides und manchmal Araucaria humboldtensis, daneben mit Bedecktsamern wie Vertretern der Myrtengewächse (Myrtaceae), Vertretern der Gattung Trimenia und der Familie Winteraceae. Das Unterholz besteht meist aus Farnen, Moosen und Flechten. Die Böden sind sehr humusreich und sehr sauer, die Art meidet jedoch ultramafisches Gestein. In Höhen über 1000 Metern werden jährliche Niederschlagsmengen von über 3500 Millimetern erreicht und die Vegetation liegt die meiste Zeit innerhalb der Wolkendecke. Die Temperaturen dieser Höhe sind deutlich niedriger als in Meereshöhe.

## Gefährdung
In der Roten Liste der IUCN wird Libocedrus austrocaledonica als gering gefährdet („Near Threatened“) geführt. Das Verbreitungsgebiet ist klein, jedoch gibt es keinen Hinweis auf einen Rückgang der Art. Falls die Bestände am Mt. Paéoua durch Bergbau oder im Süden der Insel durch Feuer oder eine Änderung der Niederschlagsverhältnisse beeinträchtigt werden, ist eine Einordnung als stark gefährdet („Endangered“) angebracht.

## Systematik und Forschungsgeschichte
Libocedrus austrocaledonica ist eine Art der Gattung der Schuppenzedern (Libocedrus) in der Familie der Zypressengewächse (Cupressaceae). Sie wurde 1872 von Adolphe Brongniart und Jean Antoine Arthur Gris im Bulletin de la Société Botanique de France erstbeschrieben. Der Gattungsname Libocedrus leitet sich vom Griechischen libos für „Träne“ oder „Tropfen“ ab, verweist damit auf austretende Harztropfen, und von cedrus dem Gattungsnamen der Zedern. Das Artepitheton austrocaledonica verweist auf das Hauptverbreitungsgebiet im Süden Neukaledoniens. Neben Libocedrus austrocaledonica werden auch die Namen Libocedrus austro-caledonica, Libocedrus austrocaledonia und Libocedrus austrocaledonicus verwendet. Alexander Borissowitsch Doweld ordnete 2001 drei Arten der Schuppenzedern, Libocedrus yateensis, Libocedrus chevalieri und Libocedrus austrocaledonica, einer eigenen Gattung Stegocedrus zu. Diese Einordnung ist jedoch nicht allgemein anerkannt, Stegocedrus austrocaledonica ist nur ein Synonym der Art.

## Verwendung
Die Art wird nicht genutzt, sie wird auch mit Ausnahme weniger Pflanzen in botanischen Gärten nicht kultiviert.